# Armaillé
Armaillé é uma comuna francesa na região administrativa da Pays de la Loire, no departamento de Maine-et-Loire. Estende-se por uma área de 16,78 km². Em 2010 a comuna tinha 322 habitantes (densidade: 19,2 hab./km²).